# Premiul Otherwise
Premiul Otherwise, anterior denumit Premiul James Tiptree, Jr. (engleză James Tiptree, Jr. Award), este un premiu literar anual acordat unor lucrări de science fiction sau fantasy care extind sau explorează teme legate de gen și sex. Premiul a fost inventat în februarie 1991 de către autorii de science fiction Pat Murphy și Karen Joy Fowler, ca urmare a unei discuții de la WisCon, cea mai mare convenție feministă science fiction.
James Tiptree, Jr. este pseudonimul sub care scrie autoarea americană Alice Bradley Sheldon (1915-1987). Folosind un pseudonim masculin, Sheldon, care a câștigat mai multe premii sub acest pseudonim, a încercat să demonstreze că diviziunea dintre masculin și feminin în literatura science-fiction este iluzorie.